# Miasta w Arabii Saudyjskiej
Według danych oficjalnych pochodzących z 2010 roku Arabia Saudyjska posiadała ponad 90 miast o ludności przekraczającej 20 tys. mieszkańców. Stolica kraju Rijad jako jedyne miasto liczyło ponad 5 milionów mieszkańców; 3 miasta z ludnością 1÷5 mln.; 4 miasta z ludnością 500÷1000 tys.; 19 miast z ludnością 100÷500 tys.; 19 miast z ludnością 50÷100 tys., 35 miast z ludnością 25÷50 tys. oraz reszta miast poniżej 25 tys. mieszkańców.

## Największe miasta w Arabii Saudyjskiej
Największe miasta w Arabii Saudyjskiej według liczebności mieszkańców (stan na 28.04.2010):
| L.p. | Miasto                     | Prowincja           | Liczba ludności |
| ---- | -------------------------- | ------------------- | --------------- |
| 1.   | Rijad (الرياض)             | Rijad               | 3 289 000       |
| 2.   | Dżudda (جدة)               | Mekka               | 3 430 697       |
| 3.   | Mekka (مكه)                | Mekka               | 1 534 731       |
| 4.   | Medyna (المدينه)           | Medyna              | 1 100 093       |
| 5.   | Ad-Dammam (الدمام)         | Prowincja Wschodnia | 903 312         |
| 6.   | Al-Hufuf (الهفوف و المبرز) | Prowincja Wschodnia | 660 788         |
| 7.   | At-Ta’if (الطائف)          | Mekka               | 579 970         |
| 8.   | Tabuk (تبوك)               | Tabuk               | 512 629         |
| 9.   | Burajda (بريده)            | Al-Kasim            | 467 410         |
| 10.  | Chamis Muszajt (خميس مشيط) | Asir                | 430 828         |

## Alfabetyczna lista miast w Arabii Saudyjskiej
(w nawiasie nazwa oryginalna w języku arabskim)
- Abha (ابها)
- Bukajk (بقيق)
- Abu Arisz (ابو عريش)
- Ad-Dammam (الدمام)
- Ad-Dawadimi (الدوادمى)
- Ad-Dilam (الدلم)
- Ad-Dirijja (الدرعيه)
- Afif (عفيف)
- Ahad al Masarihah (احد المسارحه)
- Ahad Rafida (احد رفيده)
- Al-Awamijah (العواميه)
- Al-Bada’i (البدائع)
- Al-Baha (الباحه)
- Al-Bukajrijah (البكيريه)
- Al-Chardż (الخرج)
- Al-Chubar (الخبر)
- Al-Churmah (الخرمه)
- Al-Dżubajl (الجبيل)
- Al-Dżumum (الجموم)
- Al-Hawijja (الحويه)
- Al-Hufuf (الهفوف و المبرز)
- Al-Kajsuma (القيصومه)
- Al-Katif (القطيف)
- Al-Kudaih (القديح)
- Al-Kunfuza (القنفذه)
- Al-Kurajjat (القريات)
- Al-Kuwaj’ijja (القويعيه)
- Al-Kuz (القوز)
- Al-Lis (الليث)
- Al-Machwah (المخواه)
- Al-Madżma’a (المجمعه)
- Al-Midhnab (المذنب)
- Al-Muzahmijja (المزاحميه)
- Al-Namas (النماص)
- Al-Taraf (الطرف)
- As-Sukba (الثقبه)
- Al-Ujun (العيون)
- Al-Ula (العلا)
- Al-'Ulajah (العلاية)
- Al-Wadżh (الوجه)
- An-Nu’ajrijja (النعيريه)
- Az-Zulfi (الزلفى)
- Ank (عنك)
- Arar (عرعر)
- Ar-Rass (الرس)
- As-Sulajjil (السليل)
- At-Ta’if (الطائف)
- Az-Zahran (الظهران)
- Badr (بدر)
- Bahra (بحره)
- Baldżuraszi (بلجرشى)
- Bajsz (بيش)
- Bisza (بيشه)
- Burajda (بريده)
- Al-Chafdżi (الخفجى)
- Chamis Muszajt (خميس  مشيط)
- Damad (ضمد)
- Duba (ضباء)
- Daumat al-Dżandal (دومة الجندل)
- Dżizan (جيزان)
- Dżudda (جدة)
- Hafr al-Batin (حفر الباطن)
- Ha’il (حائل)
- Hakl (حقل)
- Hutat Bani Tamim (حوطه بنى تميم)
- Janbu (ينبع البحر)
- Lajla (ليلى)
- Muhajil (محائل)
- Medyna (المدينه)
- Mekka (مكه)
- Nadżran (نجران)
- Rabigh (رابغ)
- Rafha (رفحاء)
- Rahima (رحيمة)
- Ranjah (رنيه)
- Rijad (الرياض)
- Rumah (رماح)
- Sabja (صبياء)
- Safwa (صفوى)
- Saihat (سيهات)
- Sakaka (سكاكا)
- Samita (صامطه)
- Szakra (شقراء)
- Szarura (شروره)
- Tubardżal (طبرجل)
- Tabuk (تبوك)
- Tajma (تيماء)
- Tarut (تاروت)
- Turabah (تربه)
- Turajf (طريف)
- Umm Ladżdż (املج)
- Unajza (عنيزه)
- Wadi ad-Dawasir (وادي الدواسر)
- Zahran Al-Janub (ظهران الجنوب)